# Bomba não guiada

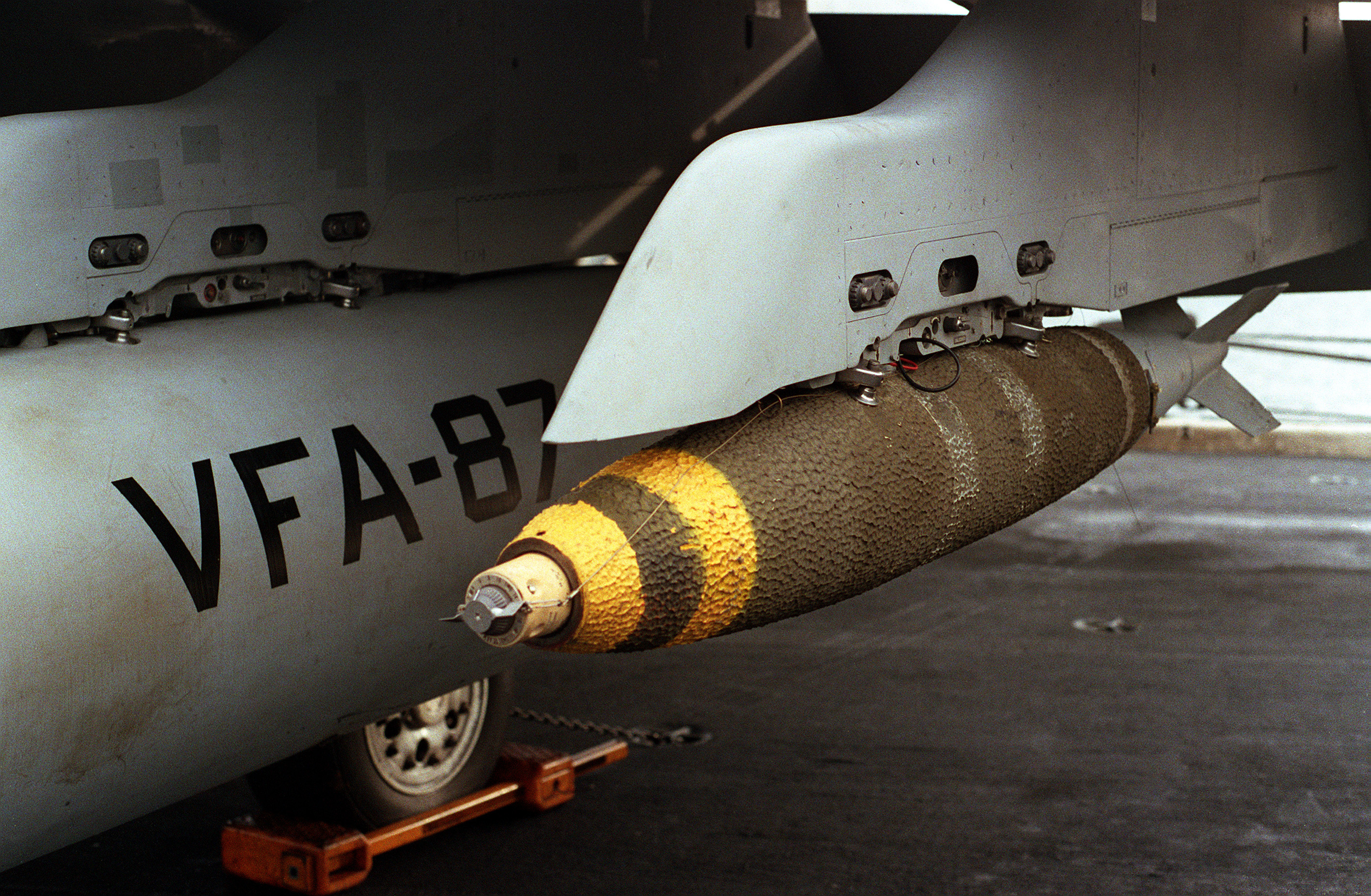
Uma bomba não guiada Mark 82 sem retardador.

Uma bomba não guiada, também conhecida como bomba de queda livre, bomba de gravidade, bomba burra ou bomba de ferro, é uma bomba convencional ou nuclear entregue por aeronave que não contém um sistema de orientação e, portanto, simplesmente segue uma trajetória balística. Isso descreveu todas as bombas de aeronaves em serviço geral até a segunda metade da Segunda Guerra Mundial e a grande maioria até o final da década de 1980.
Então, com o uso dramaticamente aumentado de munições guiadas com precisão, foi necessário um retrônimo para separar "bombas inteligentes" de bombas de queda livre. A "bomba burra" foi usada por um tempo, mas muitos círculos militares acharam que soava muito banal e, eventualmente, a "bomba gravitacional" ganhou popularidade.
Os invólucros das bombas não guiadas são tipicamente aerodinâmicos em forma, muitas vezes com aletas na seção da cauda, que reduzem o arrasto e aumentam a estabilidade após o lançamento, ambos servem para melhorar a precisão e a consistência da trajetória.
Bombas não guiadas normalmente usam uma espoleta de contato para detonação no impacto, ou alguns milissegundos depois, se for necessário um efeito de penetração. As alternativas incluem uma espoleta com um altímetro, para causar uma explosão de ar na altitude desejada, e uma espoleta de proximidade, para causar uma explosão de ar a uma distância específica do solo ou de outro alvo.

## Bomba retardada

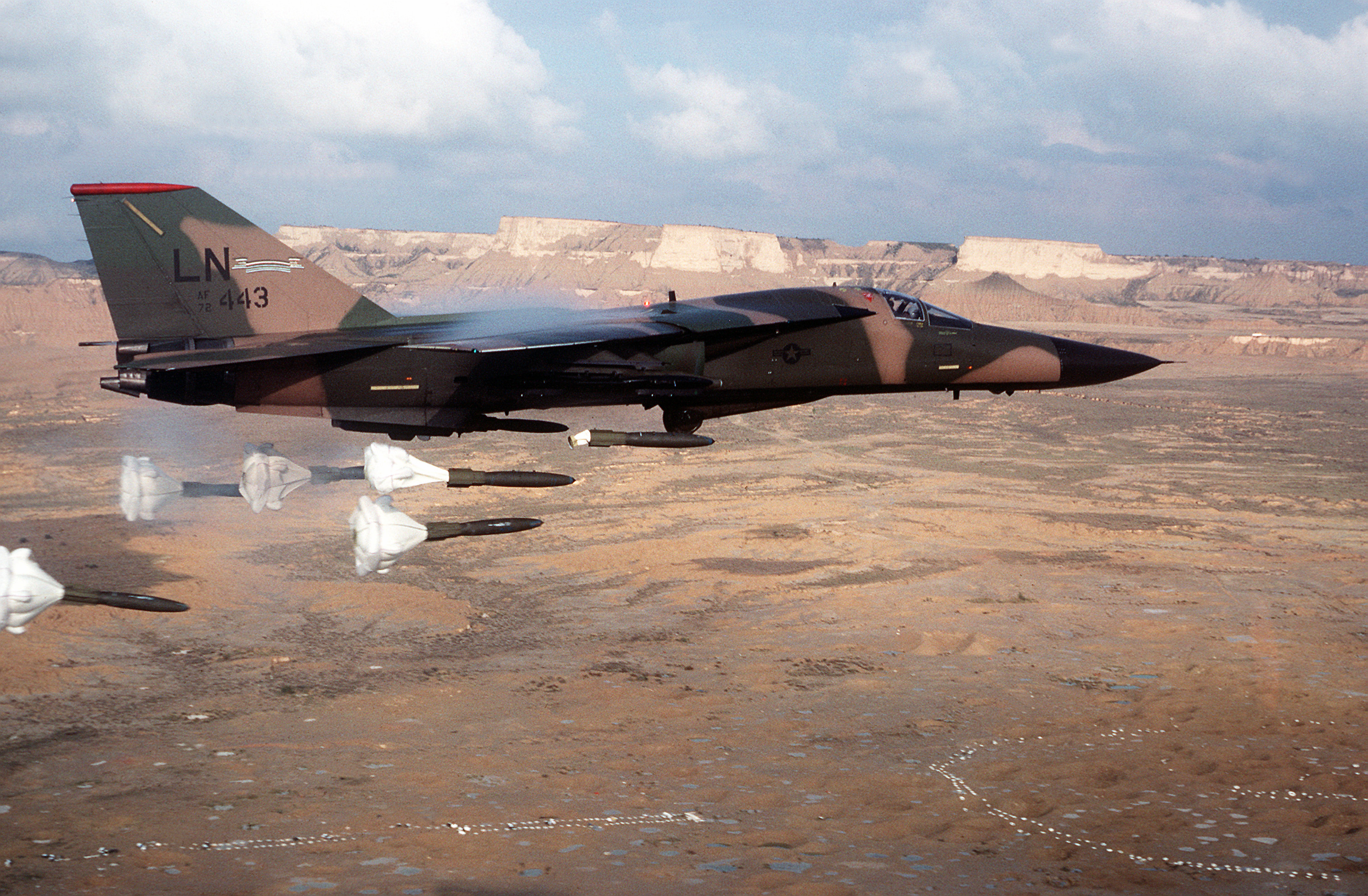
Um F-111 lançando bombas Mark 82 com sistemas de retardo do tipo ballute (Mk82AIR / BSU49B)

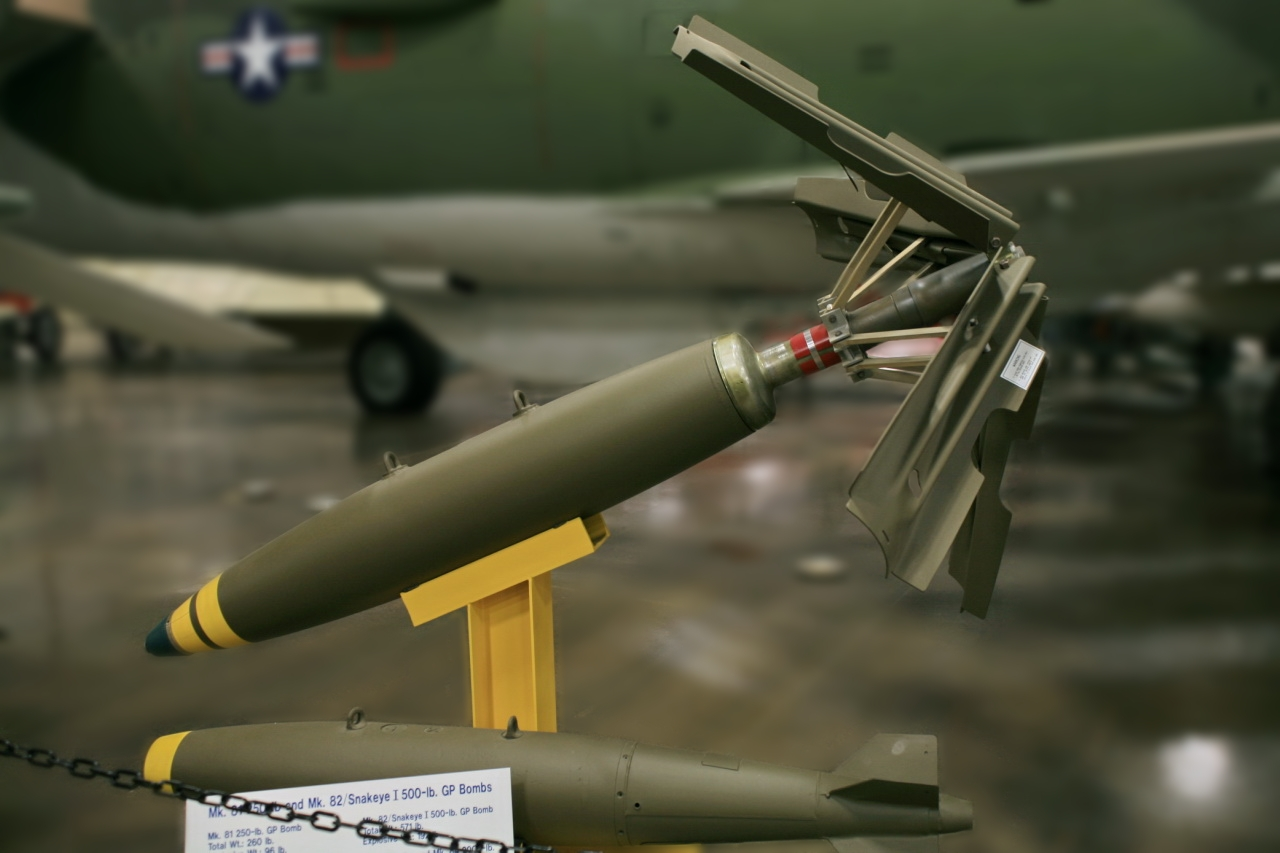
Mk. 82 com um dispositivo de retardo de cauda Snake Eye – esta fotografia mostra uma exibição de museu não esfumada Mk 82 com seu esquema de pintura de combate usual. Para fins de exibição, é mostrado o conjunto opcional de barbatanas Snake Eye de alto arrasto usado para liberação de baixa altitude.

A bomba retardada usa um método mecânico de criação de arrasto aerodinâmico aumentado, como um paraquedas, balute ou pétalas indutoras de arrasto. Estes são implantados após o lançamento da munição, retardando sua queda e abreviando sua trajetória para a frente, dando à aeronave tempo para sair da zona de explosão ao bombardear de baixas altitudes ou com munições nucleares. No entanto, essas bombas são menos precisas do que as bombas convencionais de queda livre. Geralmente a cauda de alto arrasto substitui o baixo arrasto para que a mesma bomba possa ser configurada para qualquer modo de ataque durante a preparação de armas. Bombas de alto arrasto também podem ser lançadas no modo de baixo arrasto se o piloto selecionar essa opção no sistema de armas da aeronave e funcionarão exatamente como uma arma de baixo arrasto.